# Хоульм, Георг
Георг «Гогги» Хоульм (исл. Georg Hólm; род. 6 апреля 1976) — бас-гитарист исландской построк-группы Sigur Rós. Английская пресса давно «облюбовала» Хоульма, и он испытывает значительное давление с её стороны. Это неудивительно, так как Хоульм владеет английским языком лучше всех в группе. На его речь, скорее всего, оказал влияние и недолгий отрезок жизни, проведённый в Брайтоне.

## Биография

### Личная жизнь
Георг женат, его супругу зовут Сванхвит. У них двое детей. Старшую дочь зовут Салка, и одна из песен названа её именем. Имя младшей дочери — Елена. Его отец, Хёйкур, работает репортёром новостей на втором канале центрального телевидения в Исландии. Его мать зовут Хельгой. Хоульм — единственный участник группы, имеющий фамилию, которую большинству исландцев заменяет отчество. Песня «Salka», ранее исполнявшаяся только вживую, была выпущена в альбоме Hvarf/Heim в 2007 году, она посвящена его старшей дочери.
У Георга есть два брата: Кьяртан Дагур Хоульм (1989) и Старри Хоульм (1999), гитарист группы For a Minor Reflection.

### Профессиональная жизнь
Георг и Йоунси — основатели группы Sigur Rós. Иногда Георг играет, используя смычок от виолончели. Во время концертов он, как и остальные участники группы, поочерёдно пользуется различными инструментами. В дополнение к электрической и акустической бас-гитарам, Георг играет на ударных, клавишных и глокеншпиле.